# Flottille 14F
La flottille 14F est une unité de combat de l'aviation navale française créée le 15 janvier 1953 et dissoute le 1er juillet 1991.

## Bases
- Base aérienne 190 Bach Mai (avril-juillet 1954)
- Base d'aéronautique navale de Cuers-Pierrefeu (juillet 1955-décembre 1956)
- porte-avions La Fayette (décembre 1956)
- porte-avions Arromanches (décembre 1956)
- BAN Hyères Le Palyvestre (décembre 1956-juin 1961)
- BAN Karouba (juillet 1961-juillet 1963)
- BAN Cuers-Pierrefeu (août 1963-août 1964)
- BAN Lann-Bihoué (mars 1965-juillet 1968)
- BAN Landivisiau (août 1968-juin 1991)

## Appareils

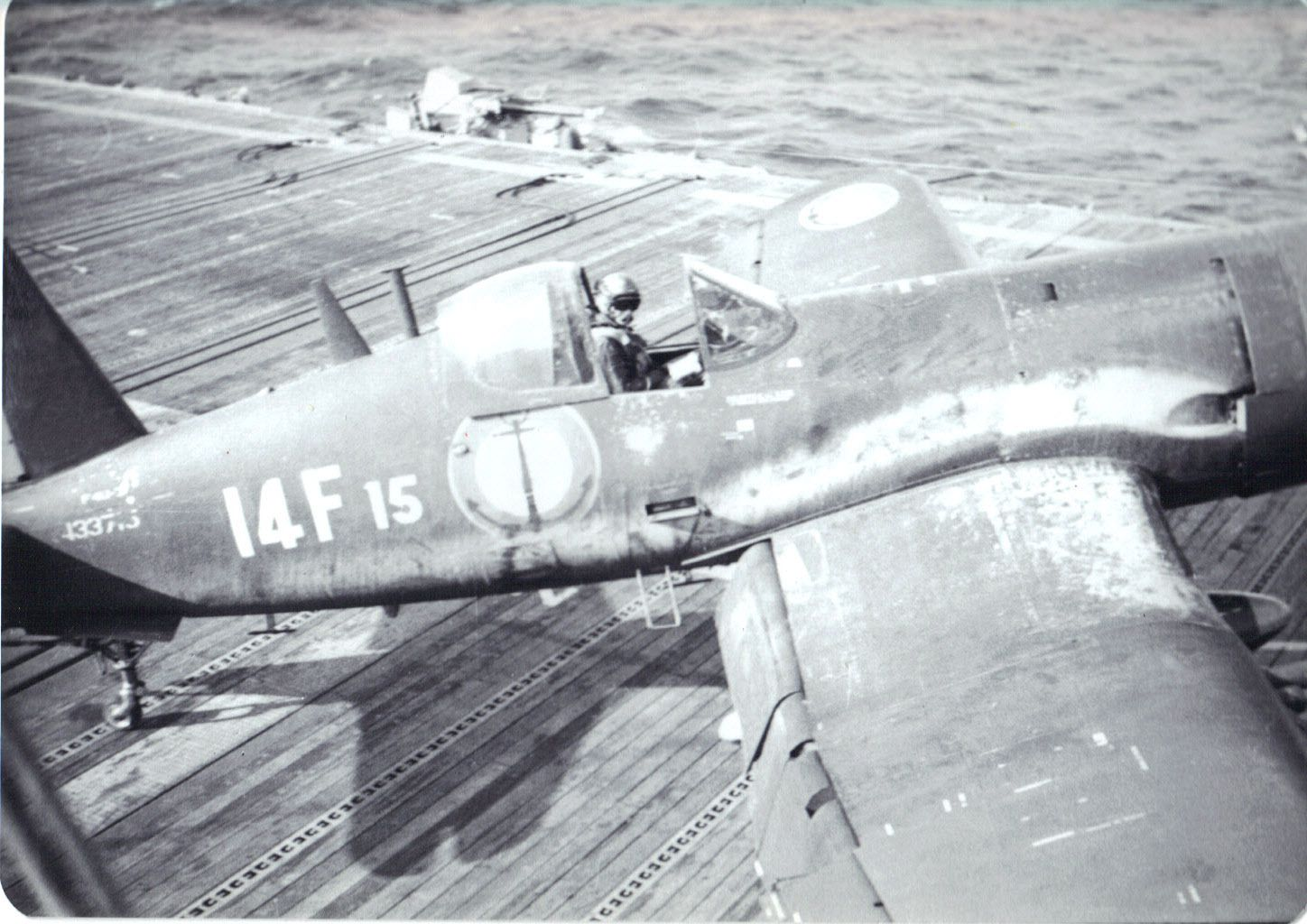
Un Vought F4U-7 Corsair de la flottille 14F sur le La Fayette (R96) en 1962.

- Chance Vought F4U-7 Corsair (janvier 1953-août 1964)
- Vought F-8E(FN) Crusader (mars 1965-mai 1979)
- Dassault Super-Étendard (juin 1979-juin 1991)